# Popivka
Popivka (in ucraino Попівка?; in russo Поповка?, Popovka) è un villaggio della Crimea, situato vicino alla città di Eupatoria.
Dal 1991 al 2014 ha ospitato in estate il Festival di Kazantip (o Repubblica di Kazantip), un festival di musica elettronica.